# Kalmarer Union
Die Kalmarer Union war eine Vereinigung der Königreiche Dänemark, Norwegen und Schweden, die von 1397 bis 1523 bestand.

Die Ostsee während der Kalmarer Union

Die formal nie ratifizierte Union von Kalmar umfasste ebenfalls Gebiete des heutigen Finnland, das damals unter schwedischer Herrschaft stand, die Inseln Island, Färöer, Shetland (auch: Hjaltland) und Orkney, die der norwegischen Krone unterstellt waren, und zeitweise die Territorien Schleswig (auch: Sønderjylland) und Holstein. Die Reichsräte in Dänemark, Schweden und Norwegen hatten jedoch nie das Unionsdokument ratifiziert, da Margarethe I. eine viel engere Union errichten wollte als der Adel der nordischen Staaten. Nicht zur Union gehörten die Inseln und Städte der Hanse, die in wirtschaftlicher und politischer Konkurrenz zu den umliegenden Monarchien stand. Die Provinzen Skåne, Halland und Blekinge im Südwesten des heutigen Schwedens waren damals ebenso wie Bornholm im Besitz Dänemarks.

## Bündnis
Die Union von Kalmar wurde von Dänemark dominiert und in Schweden und Norwegen nur von Teilen des Adels und Klerus getragen. Beherrschende Themen in der Geschichte der Kalmarer Union waren immer der Freihandel, insbesondere der der Hansestädte, die Eigeninteressen des schwedischen Hochadels und der Besitz von Schleswig. Aufgrund der verschiedenen Interessenlagen konnte sich aus der Union keine Großmacht bilden. Die Union der drei skandinavischen Staaten, die nur als eine Personalunion und ein Verteidigungsbündnis angelegt war, war kein kontinuierlich andauernder Verbund, da es im 15. Jahrhundert des Öfteren zum Zerfall des Unionskönigtums kam. Nur unter den Königen Erich von Pommern (1397–1439), Christoph von Bayern (1440–1448), Christian I. (1457–1463) und Hans (1497–1501) hatte sie realen Bestand. In diesen Zeiträumen wurde der amtierende dänische König auch vom schwedischen Hochadel als Unionskönig akzeptiert. In den dazwischen liegenden Perioden übernahmen der schwedische Reichsrat sowie der von ihm gewählte Reichsverweser die Regierung im Land.

## Vorgeschichte

### Union Schweden-Norwegen
In Schweden wurde der Adel mächtig, da das Königtum Schwäche zeigte. Der Adel einigte sich 1319 einvernehmlich, Magnus Eriksson, den dreijährigen Enkel Magnus’ I. und König von Norwegen, zu wählen. Nach einem Krieg gegen Dänemark gingen Schonen, Öland und Gotland verloren.

### Union Dänemark-Norwegen

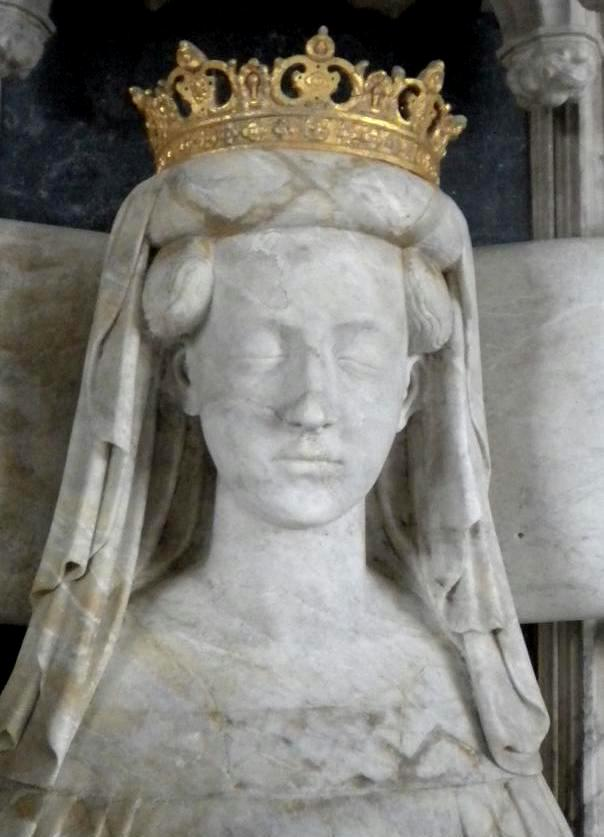
Margarethe I. (1353–1412) auf ihrem Sarkophag im Dom zu Roskilde

Norwegen wurde von Magnus Erikson 1355 an seinen jüngeren Sohn König Håkon VI. übergeben. Der heiratete 1363 Margarethe I. von Dänemark, die Tochter von König Waldemar IV. 1370 wurde ihr Sohn Olav geboren, der als Enkel des schwedischen Königs Magnus Eriksson und des dänischen Königs Waldemar IV., sowie als Sohn des norwegischen Königs Håkon eine aussichtsreiche Position in der Erbfolge aller drei nordischen Königreiche innehatte. Im Jahr 1375 verstarb der dänische König Waldemar IV. Da sein einziger Sohn Christoffer bereits 1363 verstorben war, standen als Nächstes seine beiden männlichen Enkel Albrecht IV. von Mecklenburg und der damals fünfjährige Olav in der Thronfolge. Dabei war Albrecht als älterer der beiden Enkel eigentlich der naheliegendere Kandidat, zumal Waldemar IV. ihn bereits zu seinem Thronfolger ernannt hatte, ohne dieser Ankündigung jedoch konkrete Taten folgen zu lassen. Margarethe gelang es jedoch durch umfangreiche Verhandlungen, den dänischen Reichsrat davon zu überzeugen, ihrem Sohn Olav den Vorzug zu geben. Auch die Hanse, die nach dem 1370 geschlossenen Frieden von Stralsund der Wahl des dänischen Königs zustimmen musste, gab wohl stillschweigend, wenn auch nicht öffentlich ihre Zustimmung, da ihnen eine dänisch-norwegische Union wohl weniger bedrohlich schien als eine dänisch-mecklenburgische Union, zu der zudem durch die Herrschaft des Mecklenburgers Albrecht III. auch Schweden gehört hätte. Am 3. Mai 1376 wurde Olav offiziell zum König gewählt, die Regentschaft übernahmen vorerst seine Eltern Margarethe und Håkon. 1381 erbte Olav nach dem Tod seines Vaters den Thron von Norwegen. Nach seinem Tod 1387 übernahm die Regentin die Herrschaft in beiden Staaten.

### Union Dänemark-Norwegen-Schweden
Schwedische Adelige opponierten gegen ihren König Albrecht und wählten Königin Margarethe I. als Regentin. König Albrecht wurde 1389 geschlagen und mit seinem Sohn Erich gefangen genommen, aber die Stadt Stockholm widersetzte sich mit Hilfe von Mecklenburg und den Vitalienbrüdern bis 1395. Auch die Hansestädte Rostock und Wismar unterstützten Stockholm hierbei. Als der Seehandel durch die Vitalienbrüder Schaden nahm, griffen die Hansestädte unter der Führung von Lübeck ein. Sie nahmen Stockholm unter ihre Verwaltung und bekamen ihre Rechte nach einer Blockade von Schonen durch Margarethe bestätigt. Mecklenburg wurde durch diese Allianz stark geschwächt. Daraufhin erfolgte zwar noch eine Eroberung Gotlands durch den Deutschen Orden, dieses wurde aber bald auf Druck der Hanse an Dänemark zurückgegeben.

## Geschichte

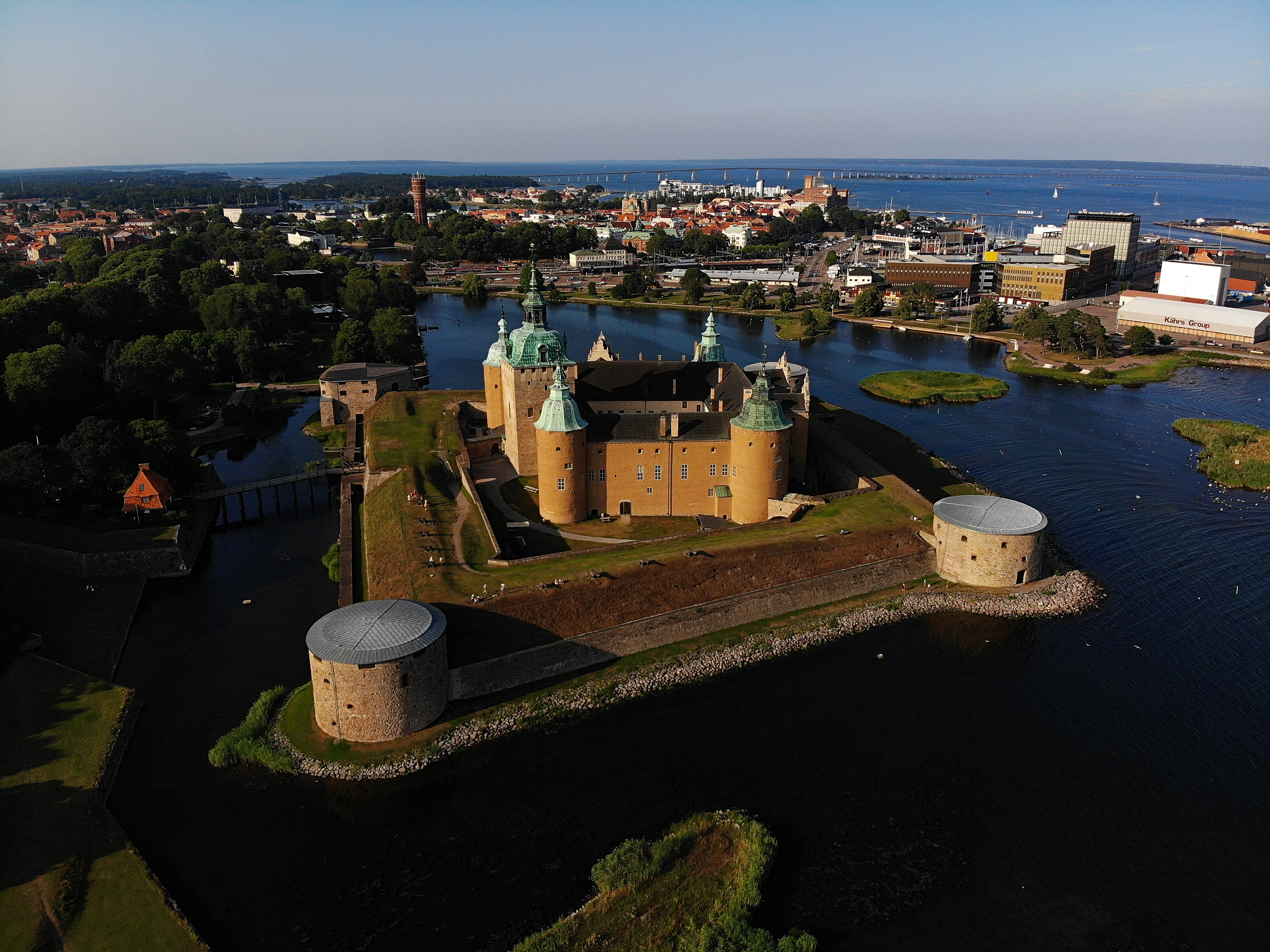
Schloss Kalmar, Gründungsort der Kalmarer Union

Am 17. Juni 1397 unterzeichneten 67 Personen des geistlichen und weltlichen Adels der drei Staaten in Kalmar unter Federführung der dänischen Königin Margarethe I. jenen Vertragsentwurf, der nie ratifiziert wurde, Skandinavien aber für rund eineinhalb Jahrhunderte faktisch vereinte. Jedes Reich behielt seinen Reichsrat und Regierungsaufbau.
Ab 1409 kam es zu einem Krieg zwischen Dänemark und Holstein um Schleswig. Das Herzogtum war von 1326 bis 1330 als dänisches Lehen an das Haus Schauenburg gegangen und das erstarkte Dänemark wollte seit 1427 gegen Graf Adolf VIII. von Schauenburg zu Holstein und Stormarn seine Besitzansprüche, die der deutsche König Sigismund auch bestätigte, geltend machen.

### Erich von Pommern

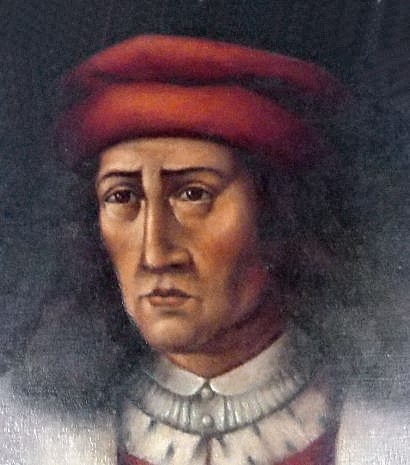
Erich von Pommern, König von Dänemark, Schweden und Norwegen

Nach dem Tode Margarethes 1412 ergaben sich weitere Probleme, als ihr Großneffe, König und Nachfolger Erich von Pommern-Stolp einen Bruch mit der Hanse verursachte. Obwohl er im Verfassungskonflikt von Wenden im Sinne des alten Rates eingriff, wollte die Hanse seinen Anspruch auf Schleswig nicht unterstützen. Erich von Pommern verbündete sich deshalb mit Polen gegen den Deutschen Orden und erhob am Öresund Steuern, den Sundzoll. Hierdurch wurden die Hanse und Holstein benachteiligt, bzw. England und Holland bevorzugt. Die Hanse unterstützte daraufhin offen die Holsteiner Grafen.
Im Krieg der Kalmarer Union gegen die Hanse und Holstein wurde 1427 eine hanseatische Flotte im Sund von den Dänen besiegt und die Hamburger und Lübecker Bürgermeister hierbei gefangen genommen. Ein weiterer Angriff der Hanse auf Kopenhagen 1428 schlug fehl, und ein dänischer Angriff im Jahre 1429 auf Stralsund endete mit der Niederlage im Seegefecht beim Dänholm. Eine wendische Flotte brandschatzte Bergen. Erich von Pommern verständigte sich mit dem Deutschen Orden und konnte von den neutralen Hansestädten im Osten sogar Nowgorod auf seine Seite bringen. Außerdem erhielt er in dem sich entwickelnden Kaperkrieg Unterstützung von Holland. Rostock und Stralsund schlossen 1430 einen Sonderfrieden, Flensburg wurde 1431 von Holstein erobert.
Außerdem wollte Erich von Pommern die Union in einen von Kopenhagen aus regierten Einheitsstaat umformen. Bereits seit 1434 kam es in Schweden zu Volkserhebungen. Erst als 1435 der Anführer und jetzige Nationalheld Engelbrecht Engelbrechtson ermordet wurde, brach der Aufstand zusammen. Der schwedische Adel setzte daraufhin Karl Knutson Bonde bis 1441 als Reichsverweser von Schweden ein, der weiter gegen Dänemark agierte und später König werden sollte.
Der schwedische Aufstand zwang Erich von Pommern 1435 zum Frieden von Vordingborg. Die Linie Holstein-Rendsburg des Hauses Schauenburg behielt das Herzogtum Schleswig, die Hanse bekam ihre Privilegien bestätigt und die wendischen und pommerschen Schiffe sollten im Gegensatz zu den Schiffen der im Krieg neutralen Pruzzen und Livländer vom dänischen Sundzoll befreit werden. Diese versprochene Freiheit wurde den wendischen Händlern aber später verwehrt.
Erich von Pommern konnte seine Macht hiernach nicht mehr durchsetzen und zog sich auf die Insel Gotland, später nach Pommern zurück.

### Christoph III.

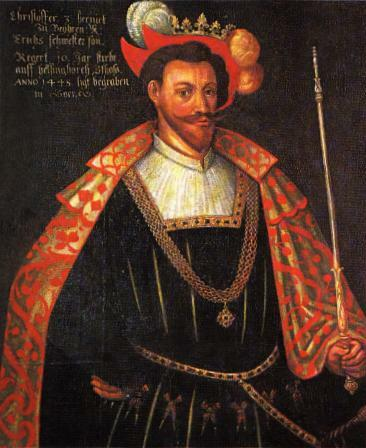
Christoph III.

1439 tagte der Reichsrat von Dänemark in der Hansestadt Lübeck und setzte Erich von Pommern als König ab. Als Nachfolger wurde dessen bayerischer Neffe Christoph von Neumarkt gewählt. Nachdem die Hanse sich ihre Rechte bestätigen ließ, brachte ein Lübecker Schiff diesen in sein neues Reich. Schweden und Norwegen hatten die Union inzwischen aufgekündigt. 1440 wurde er auch in Schweden gewählt, 1442 in Norwegen als König anerkannt.
1441 gab es in Nordjütland einen Bauernaufstand. Nach anfänglichen Verlusten gelang Christoph am 8. Juni der entscheidende Sieg gegen die Wagenburg der Aufständischen bei Husby Hole.
Wegen des Sundzolls kam es zu laufenden Streitigkeiten der Ostseemächte. Christoph III. gewährte Holland die gleichen Rechte wie der Hanse, nahm von Preußen Zoll. Lübeck und Rostock verschlossen daraufhin ihre Tore vor ihm.
Der schwedische Hochadel wehrte sich auch zunehmend gegen die dänische Machtpolitik. Einerseits gab es in Schweden nationalistische Tendenzen, die einen Bruch mit Dänemark förderten und andererseits fürchtete der schwedische Adel die Einschränkung seiner Rechte und Freiheiten durch die dänische Politik. Streitpunkte waren vor allem die rigoros durchgeführte Steuerpolitik und die Besetzung der schwedischen Schlosslehen und Bischofssitze mit ausländischen, meist dänischen Adeligen. Mit diesen Handlungen verstießen die dänischen Könige regelmäßig gegen die mit dem schwedischen Hochadel getroffenen Vereinbarungen, was letztendlich sogar zur Wahl eines schwedischen Gegenkönigs, Karl Knutson Bonde, führte.

### Karl Knutson Bonde und Christian I.

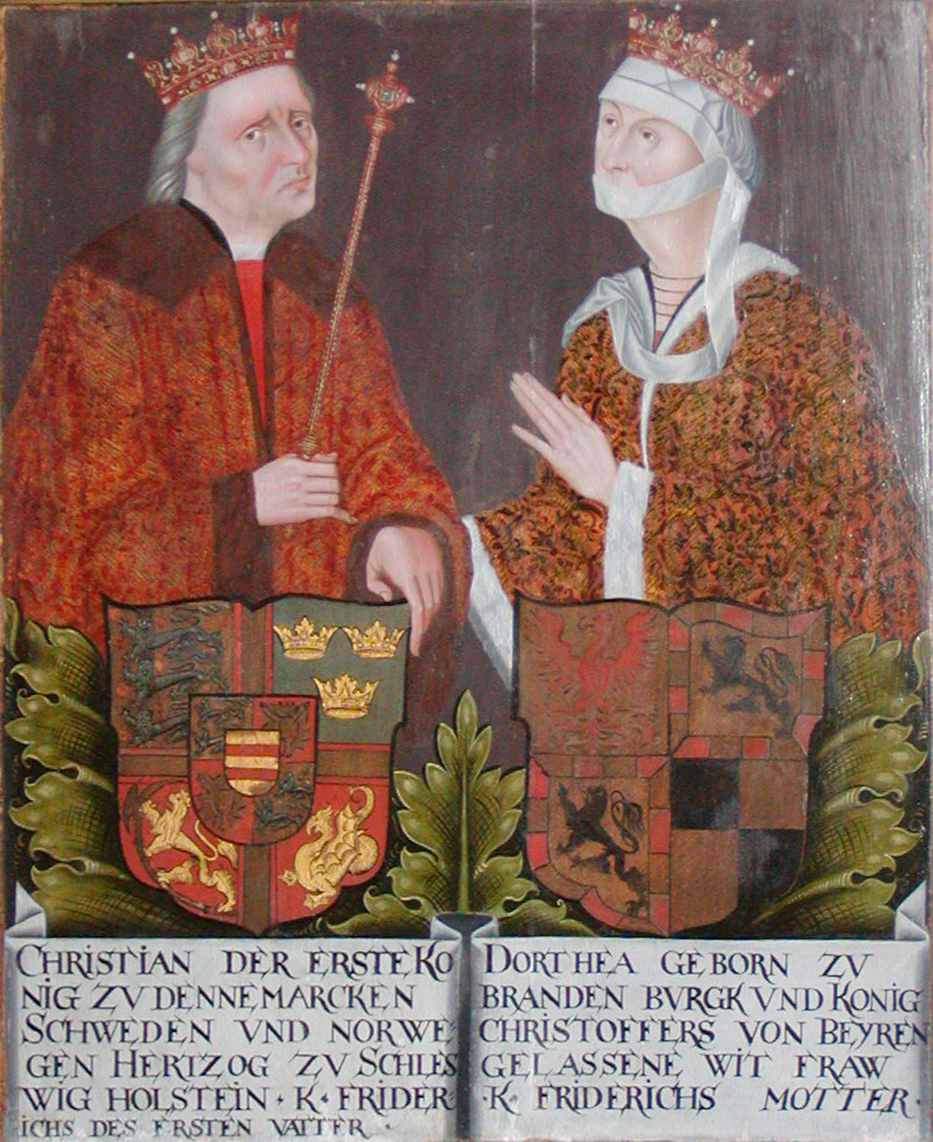
Christian I.

Nach dem Tode Christophs von Bayern 1448 wurde der schwedische Reichsverweser Karl Knutson Bonde von Schweden einvernehmlich mit Norwegen zum König gewählt. Schweden eroberte Gotland zurück, von dem aus sich Erich von Pommern als Seeräuber betätigte. 1449 wurde Karl Knutson auch zum König von Norwegen gekrönt.
Die Dänen wählten 1448 in Einvernehmen mit der Hanse und den wendischen Städten den deutschen Christian I. aus dem Haus Oldenburg zum König. Christian versuchte Gotland zurückzuerobern und es kam in der Folge von 1451 bis 1456 zu einem Krieg zwischen Dänemark und Schweden. Daneben herrschte in der Ostsee seit 1454 Krieg zwischen preußischen Ständen und dem Deutschen Orden.
Dänemark sicherte sich die Unterstützung ausländischer Mächte, wie z. B. der Hanse, des Deutschen Ordens oder Hollands. Es hatte auch die Unterstützung einer Gruppe im schwedischen Hochadel (z. B. Oxenstierna), die vor allem aus wirtschaftlichen Interessen an der Union festhielten. Viele Adlige besaßen sowohl auf dänischer als auch schwedischer Seite große Güter. Als diese unionsfreundliche Gruppe zu stark wurde, floh König Karl Knutson 1457 nach Danzig.
Christian I. aus dem Haus Oldenburg wurde 1457 ebenfalls zum König von Schweden gekrönt. Einvernehmlich mit der Hanse wurde ein Verkehrsfriedensbündnis für die ganze Ostsee geschlossen, nur gestört durch den Zwist in den Ordensländern. 1459 wurde Christian I., der Neffe von Adolf VIII., nach dessen Tod auf Wunsch der dortigen Ritterschaft Herzog von Schleswig und Graf (ab 1474 ebenfalls Herzog) von Holstein. Hierdurch wurde seine Position gegenüber der Hanse gestärkt, da sein Herrschaftsbereich jetzt Hamburg umfasste, den Landweg zwischen Ost- und Nordsee kontrollierte und bis an Lübeck reichte, welches die führende Hansestadt war.
In Schweden erwiesen sich die Bürgerschaft von Stockholm, die Bergbau- und Hüttenunternehmer und die Bauern von Dalarna aufgrund der dänischen Steuerpolitik als unzufrieden, so dass es unter hochadeliger Führung mehrfach zu Aufständen kam, erstmals 1464. Karl Knutson Bonde war nach Stockholm zurückgekehrt und wurde erneut als König anerkannt. Der schwedische Adel verbannte ihn 1465 nach Finnland, nahm aber auch gegenüber Christian I. eine ablehnende Haltung ein. Dieser musste sich zudem seit 1463 gegen seinen Bruder Gerd wehren, der Schleswig-Holstein verlangte und schließlich als Verwalter erhielt. Für den erfolglosen Kampf verpfändete Christian I. Fehmarn und Neustadt in Holstein an Lübeck. 1467 wirkte Karl Knutson wieder in Stockholm und Christian versuchte vergeblich, Schweden anzugreifen. Für einen von beiden Königen gewünschten, dann nicht stattfindenden Vermittlungsversuch überließ Christian I. Lübeck 1469 die Stadt Kiel. Christian I. hatte inzwischen seinen Bruder nach weiteren Machtansprüchen abgesetzt, gefangen nehmen lassen und in die Seeräuberei getrieben.
Karl Knutson verstarb 1470 in Schweden. Aber danach wurde dessen Neffe (Sohn seiner Stiefschwester) Sten Sture I. Reichsverweser. Christian landete im Juli 1471 mit Truppen vor Stockholm, erlitt aber gegen Sten Sture eine bedeutende Niederlage bei der Schlacht am Brunkeberg. Erst 1473 kam es in Kalmar zu einem Frieden zwischen Dänemark und Schweden. 1474 versuchte Christian I., sich die Unterstützung des römisch-deutschen Kaisers Friedrich III. für einige Vorhaben zu sichern, doch seine Macht war gebrochen. Sten Sture der Ältere blieb bis 1497 Reichsverweser und übernahm diese Aufgabe nochmals 1501–1503. Nach diesem folgte Svante Sture bis 1512. Nach der kurzen Amtszeit von Erik Trolle wurde Sten Sture der Jüngere 1512 Reichsverweser. Erst 1520 gab es mit Christian II. wieder einen letzten gemeinsamen König der Union.

### Johann I.

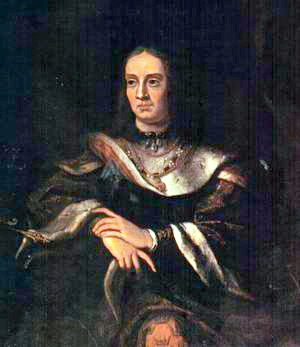
Johann I.

König Hans regierte von 1481 bis 1513, wurde aber in Schweden nur teilweise als Oberhaupt anerkannt und musste sich dort weiterer Aufstände erwehren. Durch die Unterstützung Lübecks für die Schweden kam es zum Dänisch-Hanseatischen Krieg (1509–1512).

### Christian II.

Christian II.

Der seit 1513 regierende dänische König Christian II. versuchte ab 1517, Schweden wieder zu unterwerfen. 1520 besiegte er Sten Sture den Jüngeren in einer Schlacht, in der Letzterer tödlich verwundet wurde. Der Aufstand brach zusammen und Christian versprach Amnestie.
Am 4. November 1520 wurde Christian II. in Stockholm zum schwedischen König gekrönt. Zu dem dreitägigen Fest kamen auch die schwedischen Adeligen und Bürger, die vorher in Opposition zu Dänemark gestanden hatten. Am 7. November wurden diese verhaftet und von Erzbischof Trolle, der 1517 abgesetzt worden war, der Ketzerei beschuldigt. Im Stockholmer Blutbad wurden über 80 führende schwedische oppositionelle Adlige und Kirchenvertreter des Reichsrats verurteilt und umgebracht. Daraufhin erhob sich die Bevölkerung in ganz Schweden.
1521 wurde der dänische Einfluss aus dem Reich zurückgedrängt, und 1523 schied Schweden mit der Wahl von Gustav I. Wasa zum König endgültig aus der Kalmarer Union aus. Die dänisch-norwegische Personalunion blieb noch bis 1814 bestehen.

## Wappen

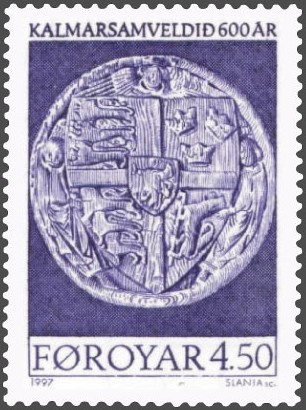
Eines der Siegel von Kalmar auf einer Briefmarke der Färöer

### Siegel Eriks VII. von Pommern aus dem Jahre 1398
Das Dannebrog-Kreuz wurde seit der Zeit Eriks VII. von Pommern Bestandteil des Wappens des Monarchen; das Gleiche gilt für den eine Axt tragenden Löwen Norwegens und die Wappensymbole Schwedens. Die drei Kronen waren eigentlich das Wappen Schwedens, symbolisierten dann aber auch die drei nordischen Reiche der Kalmarer Union. Im kreuzgeteilten Hauptschild des Siegels Eriks VII. stehen oben links die drei von Herzen umgebenen dänischen Löwen, oben rechts die drei Kronen, die wie der Löwe der Folkunger über drei schmalen Schrägbalken für Schweden stehen und unten der pommersche Greif. Im Herzschild erscheint der die Axt tragende Löwe Norwegens.

### Ergänzungen während der Kalmarer Union
Christian I. fügte 1449 einen Löwen über neun Herzen für den Titel „der Goten“ hinzu, vermutlich im Rahmen seiner Bemühungen um die Herrschaft über Schweden, wo der patriotische Mythos von den Schweden als Nachkommen der siegreichen Goten erheblich zum nationalen Selbstverständnis beitrug. Für den Titel „der Wenden“ wurde 1440 der drachenähnliche Lindwurm hinzugefügt, der das Heidentum symbolisieren und damit auf den früheren Sieg über die heidnischen Wenden verweisen kann. Die zwei oldenburgischen Balken wurden in das Wappen Christians I. eingefügt; im Königswappen aus der Zeit Frederiks I. kommt auch das Delmenhorster Kreuz vor. Die zwei Schleswigschen Löwen sind seit 1245 bekannt und wurden 1460 Teil des Wappens des Monarchen; ebenso das Holsteinische Nesselblatt, das ursprünglich das Wappen der Schauenburger war. Als weitere Wappenfelder wurden verwendet: das Agnus Dei von Gotland, der Adler von Ösel, die Krone von Fehmarn und der Bornholmer Drache. Stierhörner, bisweilen mit Hermelin bezogen, mit Pfauenfedern besteckt waren königliche Helmzier vom Ende des 13. Jahrhunderts bis in die 1420er Jahre.